# Nevado del Candado
Nevado del Candado är ett berg i Argentina.   Det ligger i provinsen Catamarca, i den norra delen av landet, 1 100 km nordväst om huvudstaden Buenos Aires. Toppen på Nevado del Candado är 5 502 meter över havet, eller 1 055 meter över den omgivande terrängen. Bredden vid basen är 13,9 km. Nevado del Candado ingår i Nevados del Aconquija.
Terrängen runt Nevado del Candado är huvudsakligen bergig, men den allra närmaste omgivningen är kuperad. Runt Nevado del Candado är det mycket glesbefolkat, med 4 invånare per kvadratkilometer.. Det finns inga samhällen i närheten. 
Trakten runt Nevado del Candado består i huvudsak av gräsmarker.